# Stroomverdeler

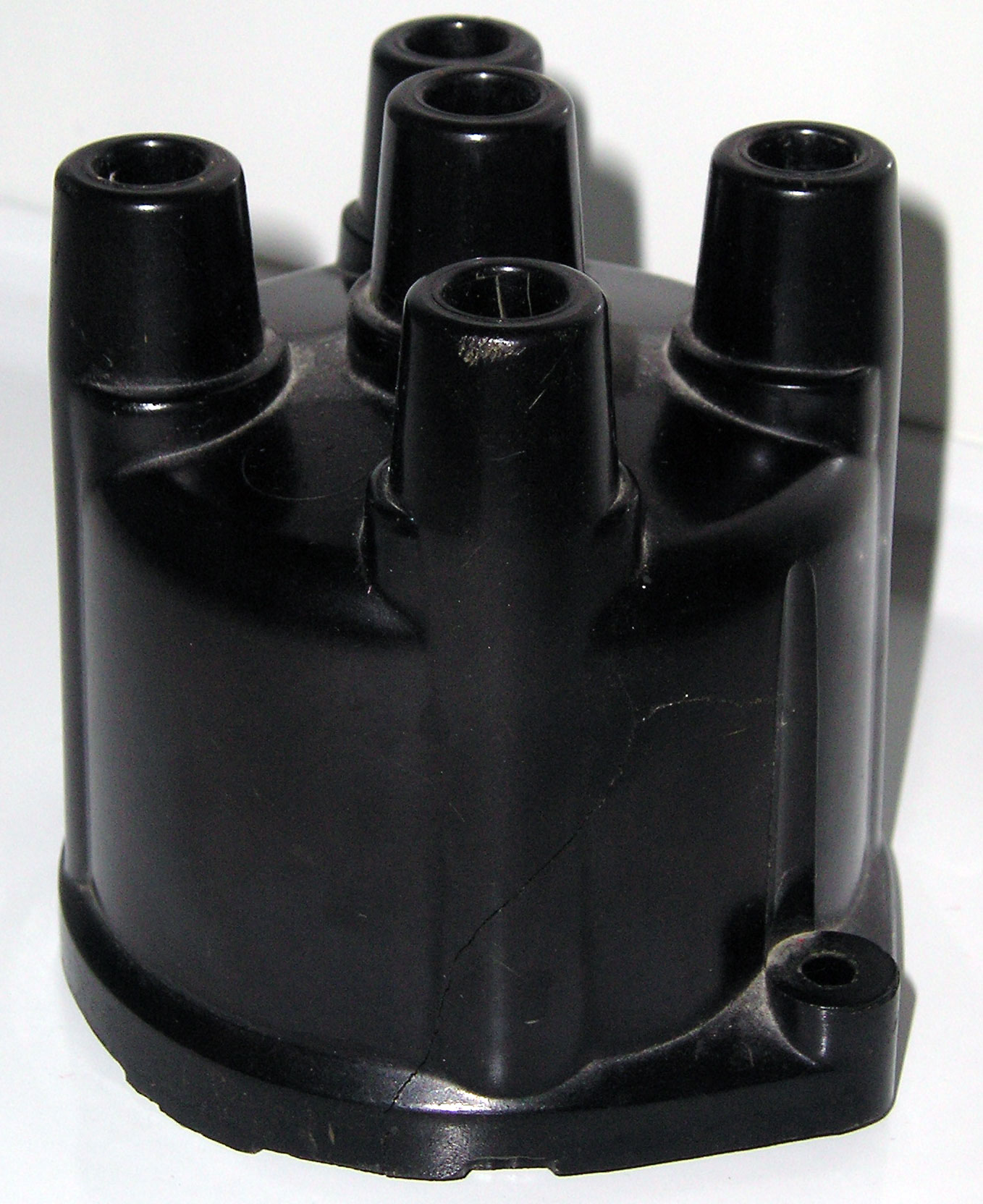
Verdelerkap van een viercilindermotor

Een stroomverdeler of kortweg verdeler (in het Vlaamse taalgebied ook wel Delco genoemd) maakt deel uit van het ontstekingssysteem van een conventionele benzinemotor.
Teneinde het benzine-luchtmengsel van een verbrandingsmotor op het juiste tijdstip tot ontbranding te brengen is deze voorzien van een ontstekingsinstallatie. De hoofdcomponenten zijn: de bobine, die een zeer hoge elektrische spanning kan opwekken benodigd voor de ontstekingsvonk; de verdeler die voorzien is van een onderbreker (contactpunten); de eigenlijke stroomverdeler en een vervroegingsmechanisme.
Onderbreker en verdeler zijn in één huis ondergebracht. Soms wordt dit geheel met de naam 'stroomverdeler' aangeduid, hoewel dit woord slechts de helft van de taak aangeeft die het mechanisme vervult en bovendien meer spanning dan stroom verdeelt.
De verdeler heeft een tweeledige functie:
1. de stroom door de ontstekingsspoel (bobine) op de juiste momenten te onderbreken;
2. de door inductie opgewekte hoogspanningspuls te 'verdelen' door deze naar de juiste bougie te leiden.

Bij de meeste moderne motoren zijn beide functies door het verdelerloos ontstekingssysteem overgenomen en is de verdeler dus in het geheel niet meer aanwezig. Bij motoren waar alleen een elektronisch ontstekingssysteem toegepast is, dient de verdeler enkel voor functie 2.

## Stroomonderbrekerfunctie
De verdeler wordt mechanisch aangedreven door de krukas van de motor, vaak via een tussenas of rechtstreeks via de nokkenas. In een viertaktmotor draait de verdeler met de helft van het aantal toeren van de krukas.
In het midden van de verdeler zit een as, waar een aantal nokjes op zitten (evenveel als het aantal cilinders). Deze nokjes lopen tegen de sleper van een onderbreker, zodat deze bij iedere nok open geduwd worden.
De onderbreker schakelt de primaire stroom van de ontstekingsspoel; door zelfinductie ontstaat bij het verbreken van de stroom een zeer hoge spanningspuls, die veroorzaakt vervolgens een vonk in de bougie. Om vonkvorming tussen de openende onderbrekercontacten te verhinderen en daardoor radiostoring en inbranden te voorkomen is parallel aan de contactpunten een condensator geschakeld.

#### Vervroegingsmechanisme
Bij de compressieslag dienen  de bougies, vlak voordat de zuigers het bovenste dode punt bereiken, een vonk te produceren. Wanneer het toerental van de motor toeneemt, dient deze vonk vroeger te verschijnen. Een vervroeging van de vonk is nodig omdat de zuiger steeds sneller in de cilinder op en neer gaat. Het tijdstip waarop de vonk wordt geproduceerd wordt automatisch geregeld door het zogenaamde vervroegingsmechanisme, dat zich in de stroomverdeler bevindt. Dit mechanisme bestaat uit twee afzonderlijke onderdelen, die elkaar aanvullen: mechanische vervroeging en vacuümvervroeging.
Mechanische vervroeging wordt geregeld door een centrifugaalregelaar. Deze wordt beïnvloed door het toerental van de motor. Het centrifugaal-vervroegingsmechanisme is in de regel met twee centrifugaalgewichten uitgevoerd. Hoe sneller de motor draait, des de meer de gewichtjes van de regelaar naar buiten worden gedrukt. Hierdoor wordt de positie van de as met de nokjes ten opzichte van de aandrijving verdraaid, hierdoor zullen de contactpunten eerder openen.
Vacuümvervroeging werkt op de onderdruk in het inlaatspruitstuk, de vacuümregelaar is met een leiding hierop aangesloten. Het vacuüm wordt beïnvloed door de stand van het gaspedaal en dus de belasting van de motor. Hiertoe zit de onderbreker op een montageplaat, die een stukje kan draaien ten opzichte van de behuizing. De plaat wordt verdraaid door middel van een trekstangetje dat verbonden is met het membraan dat aangebracht is in een membraandoos die aan de buitenkant van de verdeler gemonteerd is. Sommige vacuümunits hebben twee aansluitingen; één op het inlaatvacuüm en één aangesloten op de luchtinlaat vóór de gasklep. Hiermee kan behalve vervroeging ook verlating van het ontsteekmoment worden geregeld.
De verhoudingen tussen het toerental, het vacuüm en het ontstekingstijdstip worden per motortype (veelal experimenteel) bepaald, deze zijn voornamelijk afhankelijk van de fysieke eigenschappen van de motor en de brandstofvoorziening.

## Verdeelfunctie
Boven op de centrale as van de verdeler zit een rotor. Daar overheen zit de verdelerkap. De verdelerkap heeft doorgaans één middenaansluiting, daar is de hoogspanningskabel vanaf de bobine op aangesloten. Deze aansluiting duwt met een verende koolstift op de rotor, zodat de stilstaande aansluiting goed contact maakt met de draaiende rotor. In de arm van de rotor zit soms nog een weerstand ingebouwd om radiostoring te voorkomen.
Aan de omtrek van de rotor zijn in de verdelerkap een aantal contacten aangebracht, gelijk aan het aantal cilinders dat de motor heeft. Tijdens het draaien zal de rotor de hoogspanning aan de contacten doorgeven. Tussen de rotor en deze contacten is géén mechanisch contact zoals bij de koolstift in het midden, maar de onderdelen zijn zo gemaakt dat er slechts een smal spleetje overbrugd hoeft te worden. Vanaf de zijcontacten lopen er weer hoogspanningkabels naar de bougies, zodat deze (bij een 4-takt motor) eens per 2 omwentelingen van de krukas in de juiste ontsteekvolgorde een vonk toebedeeld krijgen.

## Storingen
Problemen met de verdeler ontstaan vaak omdat de weerstand die de vonk moet overbruggen om van de bobinekabel naar de bougiekabels te gaan, te hoog wordt. Dit kan komen doordat de koolstift wegslijt, of omdat de contacten in de verdelerkap te zwaar aangetast raken door de vonken. Ook als de isolatiewaarde van één of meerdere onderdelen afneemt (bijvoorbeeld door vervuiling, waterindringing of veroudering), leidt dit tot spanningsverlies, wat storingen in het lopen van de motor kan opleveren.
Bij een onderhoudsbeurt worden de rotor, verdelerkap en bougiekabels dan ook met enige regelmaat preventief vervangen om genoemde problemen voor te blijven.
Bij motoren met onderbrekerontsteking komen hier nog de contactpunten en condensator bij. Ook die onderdelen zijn aan slijtage onderhevig.